# Fidel Ramos
Fidel Ramos y Valdez (18. března 1928, Lingayen, Filipíny – 31. července 2022, Makati) byl filipínský generál a politik, který od roku 1992 do roku 1998 působil jako 12. prezident Filipín.

## Život
Jeho otec Narciso Ramos byl ministrem zahraničí v letech 1965–1968. Fidel Ramos vystudoval stavební inženýrství na Národní univerzitě v Manile. Poté odešel do Spojených států, kde absolvoval Vojenskou akademii Spojených států ve West Pointu a vystudoval vojenské inženýrství na Univerzitě Illinois v Urbana Champaign, na bakalářské úrovni. Magisterský titul v tomto oboru pak získal na Filipínské národní akademii obrany (Dalubhasaan ng Tanggulang Pambansa ng Pilipinas) a získal stejný titul i v oboru obchodní administrativa na univerzitě Ateneo de Manila.
Po studiích se stal vojákem, zúčastnil se války v Koreji i ve Vietnamu.
Během vládnutí prezidenta Ferdinanda Marcose (svého vzdáleného bratrance) patřil ke hlavním organizátorům represí po vyhlášení stanného práva a nakonec se stal náčelníkem generálního štábu Ozbrojených sil Filipín. V této pozici učinil během protimarcosovského povstání roku 1986 zásadní obrat a postavil se proti diktátoru Marcosovi. Tento krok povstání rozhodl. Slíbil pak věrnost a loajalitu nové vládě prezidentky Corazon Aquinové. V jejím kabinetu se nakonec stal ministrem národní obrany (1986–1991). V této pozici pacifikoval několik pokusů o vojenský převrat. V roce 1992 byl zvolen prezidentem, když získal 23,58 % hlasů, což byl nejnižší zisk, s jakým kdo v historii Filipín získal prezidentský mandát. Porazil přitom populární ministryni zemědělských reforem, „asijskou železnou lady“, Miriam Defensor Santiagovou.
Během šesti let v prezidentském úřadě Ramos obnovil mezinárodní důvěru ve filipínskou ekonomiku, když ji silně liberalizoval. Odolala i asijské finanční krizi roku 1997. Bojoval proti korupci, zvláště v řadách policie, a snažil se omezit populační růst na Filipínách, kampaněmi za plánované rodičovství. Uzavřel mírové smlouvy se dvěma partyzánskými skupinami, komunistickou Novou lidovou armádou a muslimskými separatisty z Fronty pro národní osvobození Moro.
Po odchodu do důchodu zůstal aktivní, jeho autorita byla značná, jako jednoho z nejúspěšnějších filipínských prezidentů všech dob. Sloužil především jako poradce svých nástupců.